# هند مستعمراتی
هند مستعمراتی بخشی از شبه قاره هند بود که تحت کنترل نیروهای اروپاییِ استعمارگر قرار داشت. نخستین قدرتِ خارجی و مستعمراتی در شبه قاره هند از آنِ اسکندر مقدونی در سالهای ۳۲۷–۳۲۶ پیش از میلاد بود.
ساتراپ‌هایی که وی در شمال غربی این شبه قاره بنیاد نهاد، بلافاصله پس از رفتنّ وی ویران شدند. پس از آن روابط تجاریی میان هندیان و امپراتوری روم از راه سربازانی که از راه دریای سرخ به هند می‌رسیدند انجام می‌گرفت اما رومیان هیچگاه در آنجا پایگاهی برای خود نساختند. تجارت ادویه میان هند و اروپا یکی از مهمترین گزینه‌ها در اقتصاد جهان و عاملی مهم در ایجاد جنبش‌های کاوشگرانه در اروپا شد.